# Kurt Bahrmann
Kurt Bahrmann (* 1913; † nach 1964) war ein deutscher Landwirt und Ministerialbeamter.

## Leben und Tätigkeit
Nachdem Kurt Bahrmann kurzzeitig 1933 Kontrollassistent bei der Lüneburger Herdbuchgesellschaft war, absolvierte er von 1934 bis 1935 seinen Wehrdienst. Wegen Wehrdienstbeschädigung war er im Anschluss bis 1940 ohne Beschäftigung, bevor er 1941 bei der Landwirtschaftsschule in Stade Hilfswirtschaftsberater wurde. 1942 nahm er dann ein Landwirtschaftsstudium auf, das er 1946 abschloss. Anschließend war er ein Jahr lang Sachbearbeiter beim Zentralamt für Ernährung und Landwirtschaft und bei der Hauptstelle für Kartoffelwirtschaft in Hamburg. Ab 1947 war Bahrmann dann für die Verwaltung für Ernährung, Landwirtschaft und Forsten des Vereinigten Wirtschaftsgebiets in Frankfurt am Main, dem späteren Bundesministerium für Ernährung, Landwirtschaft und Forsten in Bonn tätig. Dort wurde er 1950 Leiter des Referats III B 7 (später III B 6, Verkehrswesen). 1958 wechselte er als Oberregierungsrat und Leiter zum Referats III A 1 (Getreide- und Futtermittelwirtschaft). Er gehört zu den Teilnehmern der Landwirtschaftskonferenz der Mitgliedstaaten der Europäischen Wirtschaftsgemeinschaft vom 3. bis 12. Juli 1958 in Stresa.
1963 gab Kurt Bahrmann die Leitungsfunktion ab und ging 1964 als Ministerialrat im Alter von 51 Jahren in den vorzeitigen Ruhestand.